# Scyphanthus
Scyphanthus es un género de plantas con flores perteneciente a la familia Loasaceae.  Comprende 4 especies descritas y de estas, solo 2 aceptadas.

## Taxonomía
El género fue descrito por Robert Sweet y publicado en The British Flower Garden, . . . , t. 238. 1828. La especie tipo es: Scyphanthus elegans D.Don	 

## Especies aceptadas
A continuación se brinda un listado de las especies del género Scyphanthus aceptadas hasta septiembre de 2014, ordenadas alfabéticamente. Para cada una se indica el nombre binomial seguido del autor, abreviado según las convenciones y usos.	
- Scyphanthus elegans D.Don
- Scyphanthus stenocarpus (Poepp.) Urb. & Gilg